# Natalja Aleksejevna Koltovskaja
Natalja Aleksejevna Koltovskaja, född 1773, död 1834, var en rysk entreprenör.
Hon var dotter till en kejserlig hovleverantör och gruvmagnat och blev en av Rysslands största gruvmagnater då hon som omyndig 1787 ärvde flera av Rysslands största koppargruvor av sin far. Hon gifte sig 1789, men lämnade 1794 sin make sedan hon rymt med en älskare, och begärde 1796 framgångsrikt skilsmässa och att få överta kontrollen över sitt arv av sin make, som dittills hade skött hennes företag, en skandal som tilldrog sig stort uppseende. 